# شعب السوكوما
السوكوما جماعة إثنية من البانتو من منطقة البحيرات العظمى جنوب شرق إفريقيا. وهم أكبر جماعة إثنية في تنزانيا وشمال غرب أوغندا، ويُقدر عددهم بنحو 10 ملايين نسمة، أي ما يعادل 16% من إجمالي سكان البلاد. تعني كلمة سوكوما "الشمال" وتشير إلى "أهل الشمال". يُطلق السوكوما على أنفسهم اسم باسوكوما (الجمع) ونسوكوما (المفرد). يرتحلون من شمال غرب أوغندا إلى تنزانيا لرعي الحيوانات وممارسة الأنشطة الزراعية.